# Mercedes-Benz Sonderklasse (Type 116)
Pour Un aperçu complet des véhicules de la Sonderklasse, voir Mercedes-Benz Sonderklasse.
La Mercedes-Benz Type 116 est un véhicule Grand Tourisme à moteur 6 cylindres et V8, produit de 1972 à 1980.
La Mercedes-Benz W116 est une des séries haut de gamme fabriquées par la marque automobile allemande Mercedes-Benz. Présentée en 1972 comme successeur des modèles W108, la W116 est la première génération de la Mercedes-Benz Sonderklasse, « classe spéciale ». La W116 a été initialement présentée avec des moteurs 6 cylindres en ligne, V8, et turbo diesel 5 Cylindres.
Produite à 473 035 unités, la W116 a été suivie par la W126 Sonderklasse en 1979. La W116 a été vendue en Europe, Amérique, Asie, au Moyen-Orient, en Afrique et en Australie.

## Historique
Lancée au Salon de Paris en 1972, la Mercedes W116 marque une rupture avec la série précédente. Elle est ainsi la première série à avoir officiellement pris la dénomination de Sonderklasse dans la gamme Mercedes-Benz. Elle abandonne, au passage, les phares verticaux pour des horizontaux et le pont arrière à articulation centrale pour un essieu oscillant à triangles obliques et compensation de couple de soulèvement au freinage.

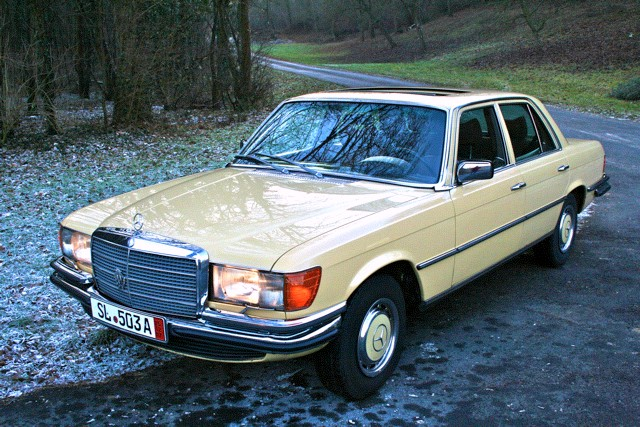
Mercedes-W116-280-SE

Massive, longue, large et basse de ligne, la W116 se caractérise par une grande abondance de chromes. Le planning de commercialisation de la W116 se déroule en cinq étapes : fin 1972 pour les 280S/SE et 350 SE, 1973 pour les 450SE/SEL puis 350 SEL, 1974 pour la 280SEL, 1975 pour la 450 SEL 6,9 L et 1977 pour la 300 SD, un modèle turbo diesel réservé au marché américain.
Succès commercial, vendue à 478 035 exemplaires, la W116 est retirée du marché fin 1979 pour laisser la place à la W126[réf. nécessaire].
Contrairement aux modèles précédents, il n'y a pas de version coupé (ni cabriolet). Les coupés de la précédente génération sont remplacés par les SLC.

## Modèles
En 1975 la W116 est modifiée avec de nouveaux moteurs injection pour satisfaire aux nouvelles normes anti-pollution européennes. Il en résulte une baisse de performances mais, en 1978, de nouvelles améliorations permirent de revenir aux anciennes valeurs[réf. nécessaire].
| Code châssis | Années    | Modèle          | Moteur                                                            | Production |
| ------------ | --------- | --------------- | ----------------------------------------------------------------- | ---------- |
| W116.020     | 1973–1980 | 280 S berline   | M110 2.8 L6 carburateurs 156ch et 160ch                           | 122,848    |
| W116.024     | 1973–1980 | 280 SE berline  | M110 2.8 L6 injection 177ch et 185ch                              | 150,593    |
| W116.025     | 1975–1980 | 280 SEL berline | M110 2.8 L6 injection 177ch et 185ch                              | 7,032      |
| W116.028     | 1973–1980 | 350 SE berline  | M116 3.5 L V8 injection 195ch à 205ch                             | 51,100     |
| W116.029     | 1973–1980 | 350 SEL berline | M116 3.5 L V8 injection 195ch à 205ch                             | 4,266      |
| W116.032     | 1973–1980 | 450 SE berline  | M117 4.5 L V8 injection 217ch et 225ch                            | 41,604     |
| W116.033     | 1973–1980 | 450 SEL berline | M117 4.5 L V8 injection 217ch et 225ch                            | 59,578     |
| W116.036     | 1975–1980 | 450 SEL 6.9     | M 100 6.9 L V8 injection 286ch                                    | 7,380      |
| W116.12      | 1978–1980 | 300 SD berline  | 3.0 L 5 Cyl en ligne turbodiesel (Canada et États-Unis seulement) | 28,634     |

## Production W 116
| Année       | 1972  | 1973  | 1974  | 1975  | 1976  | 1977  | 1978  | 1979  | 1980  | total  |
| ----------- | ----- | ----- | ----- | ----- | ----- | ----- | ----- | ----- | ----- | ------ |
| 280 S       | 3787  | 15340 | 20808 | 21996 | 18031 | 17080 | 15307 | 9208  | 1291  | 122848 |
| 280 SE      | 3735  | 18266 | 18634 | 17376 | 17968 | 26903 | 23571 | 22568 | 1572  | 150593 |
| 280 SEL     | 0     | 1     | 535   | 716   | 1042  | 1295  | 1622  | 1551  | 270   | 7032   |
| 350 SE      | 4353  | 14340 | 7226  | 5447  | 4734  | 5723  | 4964  | 4099  | 214   | 51100  |
| 350 SEL     | 0     | 58    | 529   | 552   | 718   | 807   | 911   | 653   | 38    | 4266   |
| 450 SE      | 52    | 13400 | 7579  | 4672  | 5188  | 4223  | 3570  | 2746  | 174   | 41604  |
| 450 SEL     | 24    | 6930  | 8350  | 6167  | 9650  | 10042 | 8508  | 8217  | 1690  | 59578  |
| 450 SEL 6.9 | 0     | 0     | 0     | 474   | 1475  | 1798  | 1665  | 1839  | 129   | 7380   |
| 300 SD      | 0     | 0     | 0     | 0     | 0     | 51    | 5970  | 13194 | 9419  | 28634  |
| total       | 11951 | 68335 | 63661 | 57400 | 58806 | 67922 | 66088 | 64075 | 14797 | 473035 |

## Carrosseries spéciales
Le carrossier britannique Crayford a réalisé une petite série de breaks.